# روبرت ریماک (ریاضی‌دان)
روبرت ریماک (آلمانی: Robert Remak؛ ۱۴ فوریه ۱۸۸۸ – ۱۳ نوامبر ۱۹۴۲) یک ریاضی‌دان اهل آلمان بود. وی فرزندِ ارنست ریماک و نوهٔ روبرت ریماک بود.
ریماک دانش‌آموختهٔ دانشگاه هومبولت برلین و از شاگردان فردیناند گئورگ فربنیوس بود.
علتِ شهرت او به‌خاطر کارهایش در زمینهٔ نظریه گروه‌ها (تجزیهٔ ریماک) است. زمینهٔ علاقه‌مندی او در ریاضیات، بیشتر در حیطهٔ «تئوری جبری اعداد»، اقتصاد ریاضی و نظریه هندسی اعداد بود.
پس از به قدرت رسیدنِ حزب نازی، ریماک که یهودی بود در شب بلورین دستگیر شد و به مدت چند هفته به اردوگاه کار اجباری زاخسنهاوزن فرستاده شد. او مدتی بعد آزاد شد و اجازه یافت تا به آمستردام برود، اما مجدداً در سال ۱۹۴۲ میلادی در آنجا دستگیر شد و اینبار به اردوگاه آشویتس اعزام شد و در همان‌جا به‌قتل رسید.